# ورنستاین آم‌این
ورنستاین آم‌این (به آلمانی: Wernstein am Inn) یک منطقهٔ مسکونی در اتریش است که در ناحیه شاردینگ واقع شده‌است. ورنستاین آم‌این ۱۶٫۵۳ کیلومتر مربع مساحت دارد ۳۱۹ متر بالاتر از سطح دریا واقع شده‌است.